# GP Ouest France-Plouay 2016 (mannen)
De 80e editie van de GP Ouest France-Plouay werd verreden op zondag 28 augustus 2016. De wedstrijd maakte deel uit van de UCI World Tour 2016. De zege in deze WorldTour-eendagskoers ging naar Oliver Naesen. De 25-jarige Belg van IAM Cycling liet in Plouay medevluchter Alberto Bettiol achter zich. Alexander Kristoff, de winnaar van vorig jaar, eindigde ditmaal als derde. 

## Uitslag
| GP Ouest France-Plouay 2016 |                      |                       |          |
| Plaats                      | Naam                 | Ploeg                 | Tijd     |
| Winnaar                     | Oliver Naesen        | IAM Cycling           | 5u58'46" |
| 2                           | Alberto Bettiol      | Cannondale-Drapac     | + 2"     |
| 3                           | Alexander Kristoff   | Team Katjoesja        | + 5"     |
| 4                           | Michael Matthews     | Orica-BikeExchange    | z.t.     |
| 5                           | John Degenkolb       | Giant-Alpecin         | z.t.     |
| 6                           | Maciej Paterski      | CCC Sprandi Polkowice | z.t.     |
| 7                           | Daniel Hoelgaard     | FDJ                   | z.t.     |
| 8                           | Giacomo Nizzolo      | Trek-Segafredo        | z.t.     |
| 9                           | Matteo Trentin       | Etixx-Quick Step      | z.t.     |
| 10                          | Edvald Boasson Hagen | Dimension Data        | z.t.     |
|                             |                      |                       |          |
| 13                          | Danny van Poppel     | Team Sky              | z.t.     |

Bretagne Classic: 1931 · 1932 · 1933 · 1934 · 1935 · 1936 · 1937 · 1938 · 1939 - 1944 · 1945 · 1946 · 1947 · 1948 · 1949 · 1950 · 1951 · 1952 · 1953 · 1954 · 1955 · 1956 · 1957 · 1958 · 1959 · 1960 · 1961 · 1962 · 1963 · 1964 · 1965 · 1966 · 1967 · 1968 · 1969 · 1970 · 1971 · 1972 · 1973 · 1974 · 1975 · 1976 · 1977 · 1978 · 1979 · 1980 · 1981 · 1982 · 1983 · 1984 · 1985 · 1986 · 1987 · 1988 · 1989 · 1990 · 1991 · 1992 · 1993 · 1994 · 1995 · 1996 · 1997 · 1998 · 1999 · 2000 · 2001 · 2002 · 2003 · 2004 · 2005 · 2006 · 2007 · 2008 · 2009 · 2010 · 2011 · 2012 · 2013 · 2014 · 2015 · 2016 · 2017 · 2018 · 2019 · 2020 · 2021 · 2022 · 2023 · 2024
Classic Lorient Agglomération: 1999 · 2000 · 2001 · 2002 · 2003 · 2004 · 2005 · 2006 · 2007 · 2008 · 2009 · 2010 · 2011 · 2012 · 2013 · 2014 · 2015 · 2016 · 2017 · 2018 · 2019 · 2020 · 2021 · 2022 · 2023 · 2024
 Tour Down Under · 
 Parijs-Nice · 
 Tirreno-Adriatico · 
 Milaan-San Remo ·
 E3 Harelbeke ·
 Ronde van Catalonië ·
 Gent-Wevelgem ·
 Ronde van Vlaanderen ·
 Ronde van Baskenland ·
 Parijs-Roubaix ·
 Amstel Gold Race ·
 Waalse Pijl ·
 Luik-Bastenaken-Luik ·
 Ronde van Romandië ·
 Ronde van Italië ·
 Critérium du Dauphiné ·
 Ronde van Zwitserland ·
 Ronde van Frankrijk ·
 Ronde van Polen ·
 Clásica San Sebastián ·
 EuroEyes Cyclassics ·
 GP Ouest-France Plouay ·
 GP van Quebec ·
 GP van Montreal ·
 Ronde van Spanje ·
  Eneco Tour ·
 Ronde van Lombardije